# Sonja Gerhardt

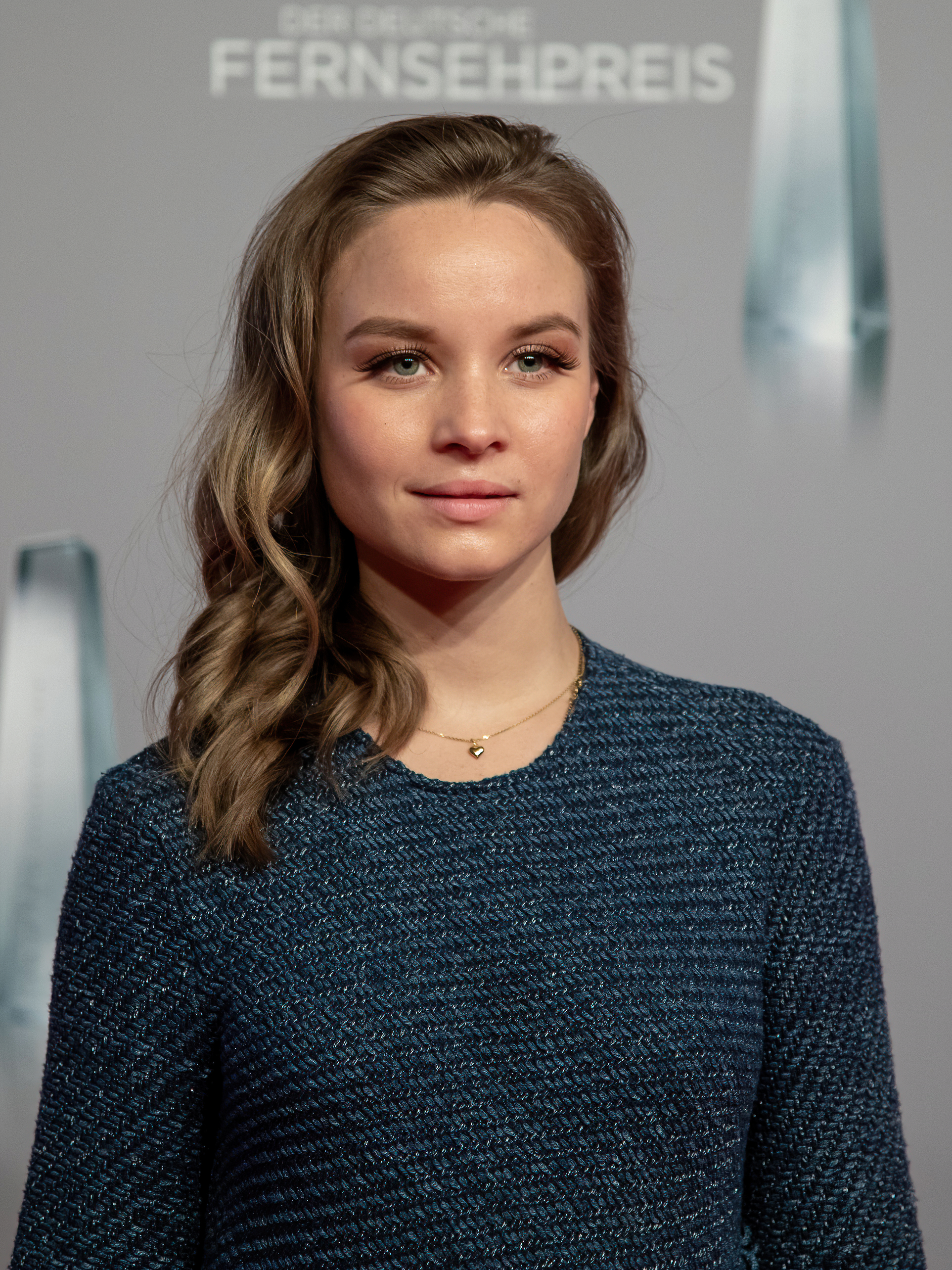
Sonja Gerhardt, 2019

Sonja Gerhardt (* 2. April 1989 in West-Berlin) ist eine deutsche Schauspielerin.

## Leben und Karriere
Sonja Gerhardt wuchs im Berliner Ortsteil Reinickendorf auf. Sie tanzte elf Jahre lang im Kinderensemble des Berliner Revuetheaters Friedrichstadt-Palast.
Von 2006 bis 2007 war sie in der Telenovela Schmetterlinge im Bauch erstmals im Fernsehen zu sehen. 2008 stand sie für die Hauptrolle der Vic im Kinofilm Sommer mit Jimi Blue Ochsenknecht vor der Kamera. 2008 synchronisierte sie die von Alyson Stoner gespielte Rolle der Caitlyn Geller in Camp Rock. In Die Wilden Hühner und das Leben spielte sie 2009 die Melanie und war in Vulkan zu sehen. 2012 war sie in einer der Titelrollen der Märchenverfilmung Schneeweißchen und Rosenrot zu sehen. 2014 drehte sie für Sat.1 Die Schlikkerfrauen.
2015 war sie in der Serie Deutschland 83 zu sehen, die internationale Erfolge feiern konnte. Für ihre Leistung in dem Mehrteiler Ku’damm 56 und dem Sat.1-Spielfilm Jack the Ripper wurde sie 2017 mit dem Deutschen Fernsehpreis und dem Jupiter Award ausgezeichnet. Dazu war sie 2016 auch für den Bambi nominiert.
Gerhardt lebt in Berlin-Prenzlauer Berg.

## Filmografie
- 2006: Schmetterlinge im Bauch
- 2008: Sommer

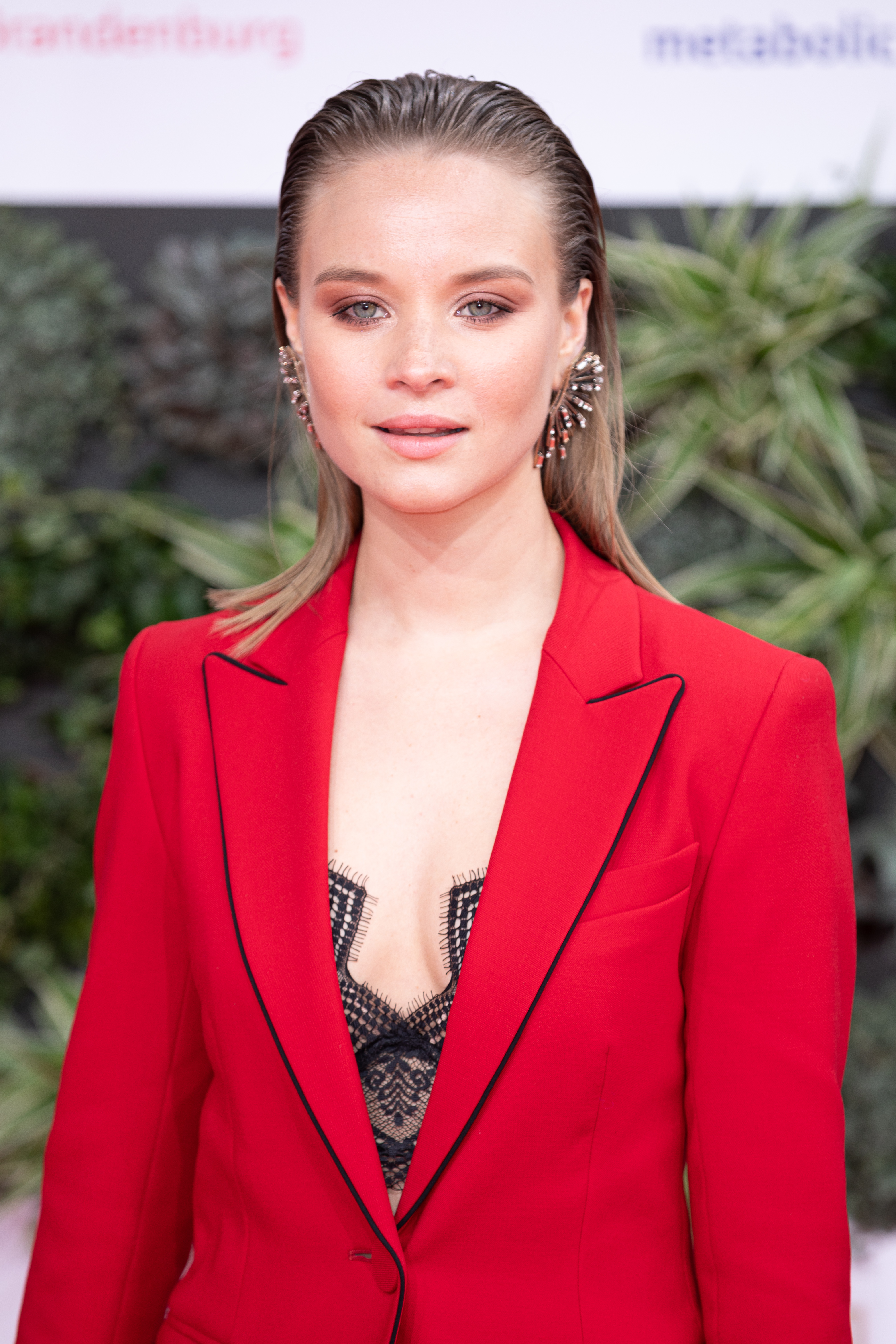
Sonja Gerhardt beim Deutschen Filmpreis 2019

- 2008: In aller Freundschaft (Folge 396: Alles oder Nichts)
- 2008: Sklaven und Herren
- 2009: Die Wilden Hühner und das Leben
- 2009: Vulkan
- 2009: WAGs[4]
- 2010: Im Spessart sind die Geister los
- 2010: Der Doc und die Hexe
- 2010: SOKO Stuttgart (Folge: Killesbergbaby)
- 2010: Die Jagd nach der Heiligen Lanze
- 2010: Polizeiruf 110 (Folge: Risiko)
- 2010: Das fremde Mädchen
- 2010: Tatort (Folge: Borowski und eine Frage von reinem Geschmack)
- 2010: Ein Date fürs Leben
- 2010: Doctor’s Diary
- 2011: Die Verführung – Das fremde Mädchen
- 2011: Großstadtrevier (Folge: Vertauscht)
- 2011: Küstenwache (Folge: Letzte Warnung)
- 2011: Krauses Braut
- 2011: Das Traumschiff (Folge 66: Kambodscha)
- 2011: Mein eigen Fleisch und Blut
- 2011: Rosa Roth (Folge: Bin ich tot?)
- 2012: Die Jagd nach dem Bernsteinzimmer
- 2012: Türkisch für Anfänger
- 2012: Mittlere Reife
- 2012: Heiraten ist auch keine Lösung
- 2012: Auf Herz und Nieren (Fernsehserie, Folge 1)
- 2012: Danni Lowinski (Fernsehserie, Staffel 4 Folge 12)
- 2012: Schneeweißchen und Rosenrot
- 2013: Flaschenpost an meinen Mann
- 2013: Tape_13
- 2013: Heiter bis tödlich: Hauptstadtrevier
- 2014: #Vegas
- 2014: SOKO Stuttgart (Folge: Drahtzieher)
- 2014: Die Schlikkerfrauen
- 2014: Weihnachten für Einsteiger
- 2014: Dessau Dancers
- 2015: Der Lack ist ab
- 2015: Deutschland 83 (Fernsehserie)
- 2016: Unser Traum von Kanada: Alles auf Anfang
- 2016: Unser Traum von Kanada: Sowas wie Familie
- 2016: Ku’damm 56
- 2016: Jack the Ripper – Eine Frau jagt einen Mörder
- 2017: Honigfrauen (Fernsehdreiteiler)
- 2018: Heilstätten
- 2018: Ku’damm 59
- 2018: Deutschland 86 (Fernsehserie)
- 2018: Kalte Füße
- 2019: Ein ganz normaler Tag
- 2020: Deutschland 89 (Fernsehserie)
- 2020: Die Wolf-Gäng
- 2020: Jim Knopf und die Wilde 13
- 2020: Die Pfefferkörner und der Schatz der Tiefsee
- 2021: Ku’damm 63
- 2022: Das Wunder von Kapstadt (Fernsehfilm)
- 2023: Entführt – 14 Tage Überleben
- 2024: Ich bin Dagobert (Fernsehserie, 5 Folgen)

## Diskografie
- 2018: Ku’damm 59 (Original Motion Picture Soundtrack) als Nicki & Freddi (mit Trystan Pütter) und The Sixties
- 2020: Ku‘damm 63 (Original Motion Picture Soundtrack) als „Monika“

## Synchronarbeiten
- 2008: Camp Rock – für Alyson Stoner … als Caitlyn Geller
- 2019: Toy Story 4 (A Toy Story: Alles hört auf kein Kommando) als Giggle McDimples

## Auszeichnungen
- 2012: Hessischer Fernsehpreis, Sonderpreis der Jury zusammen mit Isabel Bongard, Vincent Redetzki, Anton Rubtsov und Jannik Schümann für ihre Ensembleleistung in Mittlere Reife
- 2017: Deutscher Fernsehpreis in der Kategorie Beste Schauspielerin für Ku’damm 56 (ZDF) und Jack the Ripper – Eine Frau jagt einen Mörder (Sat.1)
- 2017: Jupiter Award in der Kategorie Beste TV-Darstellerin für Ku’damm 56 (ZDF)
- 2017: Bayerischer Fernsehpreis, Beste Schauspielerin in den Kategorien Fernsehfilme / Serien und Reihen für ihre Rollen in Jack the Ripper (Sat.1) und Ku’damm 56 (ZDF)
- 2017: Nominierung für den International Emmy Award als beste Hauptdarstellerin für Ku’damm 56